# Per un pugno di eroi
Per un pugno di eroi (Eine handvoll helden) è un film del 1967 diretto da Fritz Umgelter. È un remake del film del 1930 L'ultima compagnia (Die letzte Kompagnie), sempre incentrato su un gruppo di soldati prussiani impegnati a difendere un vitale avamposto contro l'esercito di Napoleone ai tempi della battaglia di Jena (1806).

## Trama
Nel 1806 un piccolo distaccamento di soldati prussiani è pronto a difendere fino allo stremo un avamposto strategico, contro l'esercito francese invasore. L'obiettivo è trattenere i francesi il più a lungo possibile, per risparmiare tempo per la ritirata delle forze regolari.